# Karel Mrázek (politik)
Karel Mrázek (11. ledna 1903 – ???) byl český a československý politik Komunistické strany Československa a poúnorový poslanec Národního shromáždění ČSR.

## Biografie
Roku 1948 se uvádí jako dělník a člen Místního národního výboru v Čáslavi.
Po volbách roku 1948 byl zvolen do Národního shromáždění za KSČ ve volebním kraji Havlíčkův Brod. Mandát nabyl až dodatečně v prosinci 1953 jako náhradník poté, co rezignoval poslanec Václav Pavlíček. V parlamentu zasedal do konce funkčního období, tedy do voleb v roce 1954.